# Корнелии Долабеллы
Долабелла  — прозвище одной ветви римского патрицианского рода Корнелиев.
- Гней Корнелий Долабелла — священный царь в 208—180 годах до н. э., отец консула 159 года до н. э. Гнея Корнелия Долабеллы
- Гней Корнелий Долабелла — консул в 159 году до н. э.
- Гней Корнелий Долабелла — консул в 81 году до н. э.
- Гней Корнелий Долабелла — проконсул Киликии в 80—79 годах до н. э., отец консула-суффекта 35 года до н. э. Публия Корнелия Долабеллы
- Луций Корнелий Долабелла — корабельный дуумвир в 180—178 годах до н. э.
- Луций Корнелий Долабелла — проконсул Дальней Испании в 99 году до н. э.
- Публий Корнелий Долабелла (консул 283 года до н. э.) — в 283 год до н. э., будучи консулом, покорил кельтских сенонов.
- Публий Корнелий Долабелла (консул-суффект 44 года до н. э.) — консул-суффект 44 года до н. э., зять Марка Туллия Цицерона.
- Публий Корнелий Долабелла (претор) — претор около 25 года до н. э., предположительно сын предыдущего от Фабии
- Публий Корнелий Долабелла — консул-суффект 35 года до н. э.
- Публий Корнелий Долабелла (консул 10 года), — консул 10 года н. э.
- Сервий Корнелий Долабелла Петрониан, консул 86 года.
- Сервий Корнелий Долабелла Метилиан Помпей Марцел, консул-суффект 113 года.